# رقص رنسانس

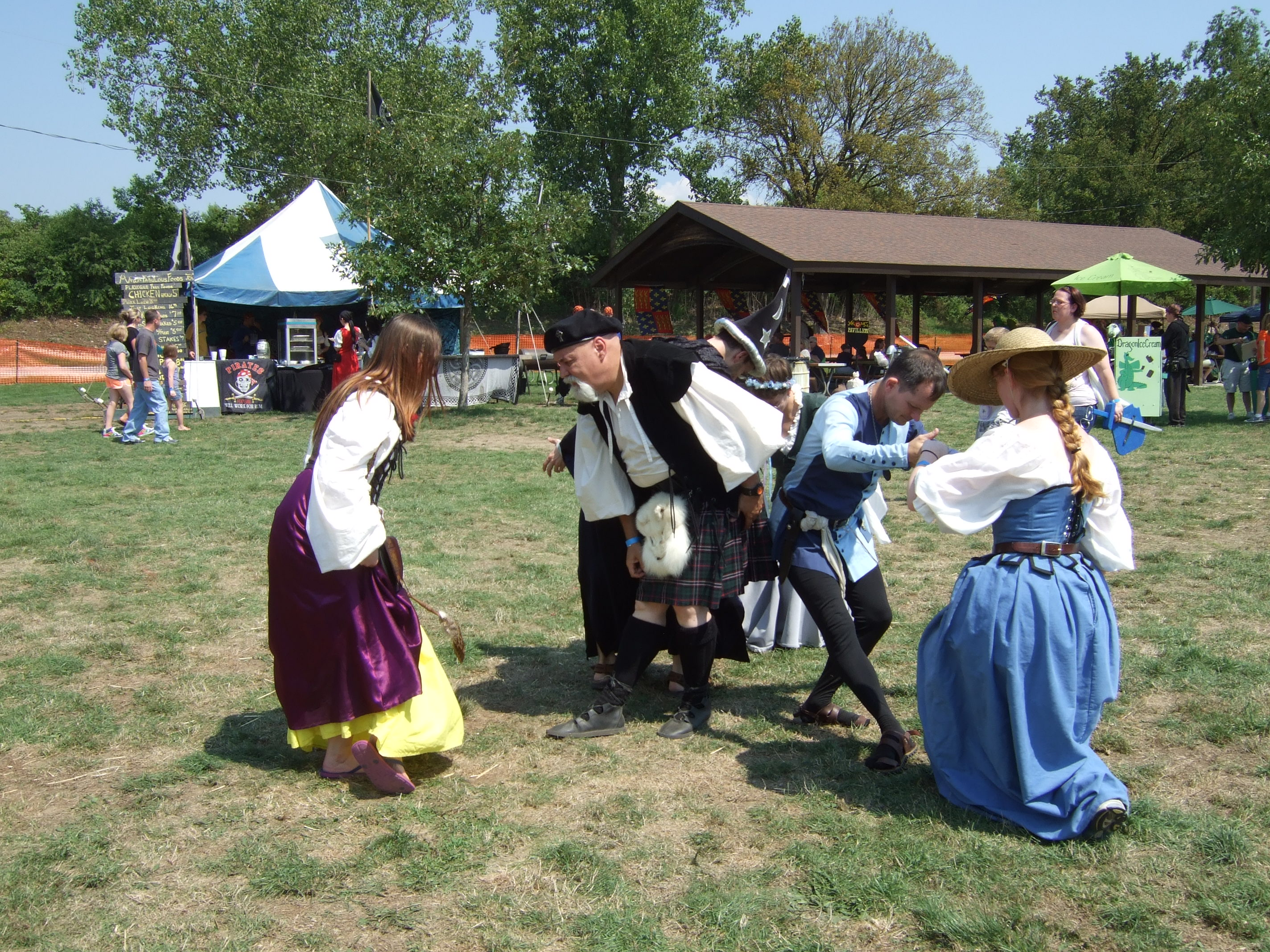
رقص‌های رنسانس

رقص‌های رنسانس متعلق به گروه گسترده‌ای از رقص‌های تاریخی است. در دوره رنسانس، بین رقص کشور و رقص دربار تفاوت‌هایی قایل بود. رقص‌های صحنه نیاز به آموزش رقصندگان داشت و اغلب برای نمایش و سرگرمی و تفریح بودند، در حالی که رقص‌های ان کشور توسط هر کسی ممکن بود. در صحنه تفریح رسمی ساعات زیادی برگزار می‌شد تا همه حاظرین بتوانند به آن ملحق شوند. رقص‌هایی که به عنوان رقص‌های کشوری مانند Chiarantana یا Chiaranzana یاد می‌شود بیش از دو قرن در مورد این رقص محبوب بودند.
دانش رقص‌های دربار بهتر از رقص‌های کشور زنده مانده‌است، زیرا آنها توسط استادان رقص در نسخه‌های خطی و بعداً در کتب چاپی جمع‌آوری شده‌اند. از قرن ۱۵ نخستین نسخه‌های خطی باقی مانده دستورالعمل رقص تفصیلی را ارائه می‌دهد، برای ایتالیا است. اولین کتابچه‌های رقص چاپ شده از اواخر قرن شانزدهم فرانسه و ایتالیا آمده‌است. اخیراً با عنوان cherwell thy wyne (نشان دادن شادی خود) منتشر شده‌است: رقص‌های انگلیس قرن پانزدهم از گرسلی". اولین منبع چاپ شده انگلیسی در سال ۱۶۵۱ ظاهر شد، چاپ اول پلیفورد.
رقص‌های موجود در این دفترچه‌ها از نظر ماهیت تنوع زیادی دارد. آنها رقص را به ۲ دسته تقسیم کردن.
1. آهسته، با شکوه «صفوف» (bassadance، پاوان، almain)
2. سریع پر جنب و جوش (ادم دل زنده و شاداب، coranto , Canario)

سابق، که در آن پای رقصندگان از کف بلند نمی‌شد، پایه رقص را در حالی طراحی می‌کردند که رقص‌های پرانرژی با جهش و بالابرها رقص‌های هوتی نامیده می‌شدند. ملکه الیزابت اول از گالری‌ها لذت می برد و لا اسپانگولتا مورد علاقه دادگاه بود.
دانش ما از رقص‌های ایتالیایی قرن پانزدهم عمدتاً از آثار باقیمانده سه استاد رقص ایتالیایی حاصل می‌شود:
Domenico da Piacenza و antonio cornazzano و
guglielmo ebreo da pesaro.
آنها با مراحل و رقص‌های مشابه سروکار دارد، اگرچه می‌توان تحولاتی را مشاهده کرد. انواع اصلی رقص‌های ذکر شده عبارتند از bassa danza و balletto. اینها اولین رقص‌های اروپایی هستند که به خوبی مستند شده‌اند، زیرا ما دانش منطقی در مورد رقص‌ها، مراحل و موسیقی مورد استفاده داریم.